# Сенат Османської імперії
Сенат Османської імперії (осман. Heyet-i Ayan ,مجلس اعیان або Мекліс-і Аян; тур. Ayan Meclisi; фр. Chambre des Seigneurs/Sénat) був верхньою палатою парламенту Османської імперії. У своєму першому втіленні був утворений відповідно до османської конституції 1876 р., яка прагнула реформувати Османську імперію в конституційну монархію.
Члени Сенату обиралися султаном, і їх кількість обмежувалася однією третиною складу представницької палати депутатів. Членам та президенту Сенату яким повинно бути не менше 40 років. Крім того, згідно з 62-м пунктом конституції 1876 р., міністри уряду, губернатори провінцій, воєначальники, казаскер, посли, східно-православні патріархи, рабині, а також військові та військово-морські феріки, якщо вони виконують певні умови, також можуть стати членами Сенату через свої офіси.
Члени обох палат разом з міністрами уряду на чолі з великим візиром (фактичним прем'єр-міністром Османської імперії) збиралися разом раз на рік, щоб обговорити та скласти перелік речей, які султан повинен прийняти наступного року, та переглянути свої дії, вчинені у попередньому році. Того ж дня сенатори присягали зберігати вірність конституції, султану, нації та своїм обов'язкам.
Законопроєкти та бюджети, прийняті Палатою депутатів, надходили до Сенату, де їх перевіряли з питань релігії, моралі, економіки, соціальних питань та військових питань та, за необхідності, змінювали або надсилали назад до палати. Сенат також мав право самостійно створювати оригінальне законодавство.

## Перша конституційна ера (1876—1878)

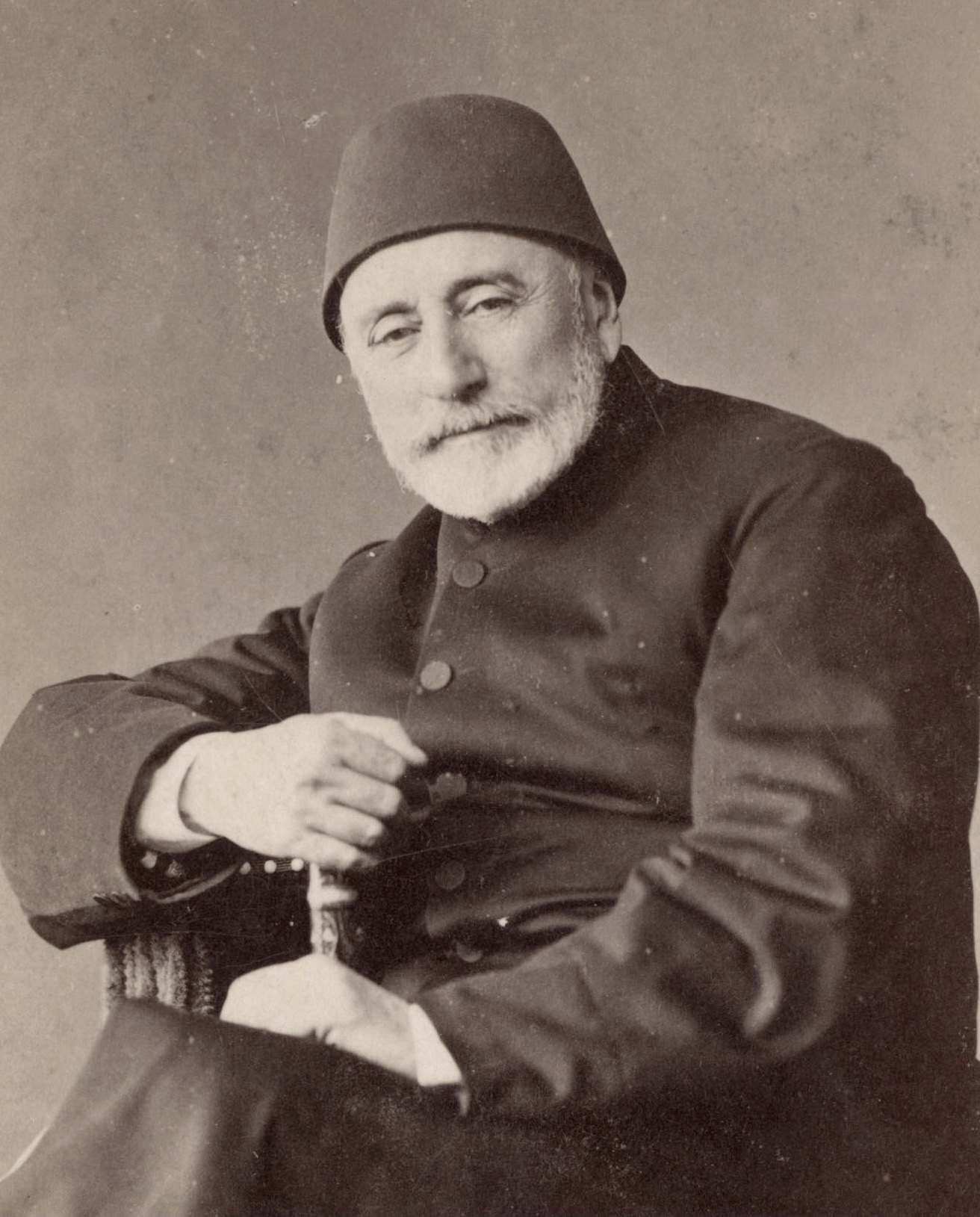
Кемаль-паша, один із засновників Сенату

Перший сенат зібрався в понеділок, 19 березня 1877 року. У той час, коли Server Pasha служив президентом Сенату, налічував 27 членів. Коли Султан Абдул Хамід II розпустив парламент, сенат припинив засідання, але його члени продовжували отримувати урядові зарплати, а їх статус військових та політичних лідерів залишився незмінним.

## Друга ера Конституції (1908—1920)

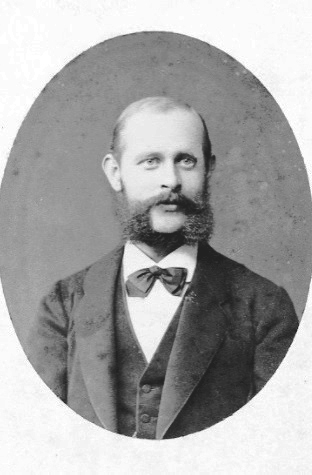
Шериф Кафер Ефенді, президент Департаменту апеляцій

Після проголошення другої ери Конституції до Конституції 1876 року були внесені зміни. Згідно з цими поправками, Сенат почав збиратися щороку на початку листопада, або за бажанням султана і розпускатися через чотири місяці. Сенат зазвичай скликався після Палати депутатів. У надзвичайних умовах на прохання султана або після письмового звернення, підписаного більшістю депутатів Палати депутатів, увесь парламент міг би зібратися раніше на спільній сесії Сенату та Палати та продовжити сесію.
17 грудня 1908 р. Сенат знову скликався вперше за більш ніж 30 років, при цьому кілька його членів змінювалися з плином часу аж до його закінчення наприкінці Першої світової війни 1920 р., Коли окупація Союзників Константинополя змусила де-юре закрити парламент 16 березня 1920 р. Фактичне закриття відбулося 11 квітня, коли султан під тиском союзників, що вторглись, офіційно оголосив парламент розпущеним.
Наступник Османського Сенату, Сенат Республіки, був створений після проголошення Турецької Республіки.